# Lijst van rijksmonumenten in Utrecht (stad)/Maliebaan
De stad Utrecht telt in totaal 1.402 inschrijvingen in het rijksmonumentenregister. De Maliebaan telt 33 rijksmonumenten. Hieronder een overzicht.
| Object | Oorspronkelijke functie? | Bouwjaar              | Architect                  | Locatie                         | Coördinaten?                | Nr.?   | Afbeelding        |
| --- | ------------------------ | --------------------- | -------------------------- | ------------------------------- | --------------------------- | ------ | ----------------- |
| Herenhuis, deel uitmakend van de luxe bebouwing langs de maliebaan in aansluiting op de maliesingel, gebouwd voor de familie ram in eclectische stijl, frontgevel vrijliggend aan tui | Woonhuis                 | 1870, ca.             |                            | Maliebaan 7                     | 52° 5' 20" NB, 5° 7' 49" OL | 514359 | Meer afbeeldingen |
| Vrijstaand herenhuis met tuin en tuinmuur | Woonhuis                 | 1879                  | Sj. de Snooi               | Maliebaan 16                    | 52° 5' 26" NB, 5° 7' 54" OL | 514371 | Meer afbeeldingen |
| Fentener van Vlissingenhuis | Woonhuis                 | 1885                  |                            | Maliebaan 42                    | 52° 5' 31" NB, 5° 8' 2" OL  | 514372 | Meer afbeeldingen |
| Herenhuis en tuinhuisje gebouwd in eclectische stijl met aan de hollandse neo-renaissancestijl ontleende (fantasie)motieven                                                           | Woonhuis                 | 1880, ca.             |                            | Maliebaan 70A                   | 52° 5' 36" NB, 5° 8' 8" OL  | 514373 | Meer afbeeldingen |
| Vrijstaand dubbel herennhuis in eclectische stijl | Woonhuis                 | 1889                  |                            | Maliebaan 76                    | 52° 5' 37" NB, 5° 8' 10" OL | 514374 | Meer afbeeldingen |
| Herenhuis | Woonhuis                 | 1907                  | Petrus Johannes Houtzagers | Maliebaan 74                    | 52° 5' 36" NB, 5° 8' 9" OL  | 514375 | Meer afbeeldingen |
| Dubbel herenhuis, door architect Tepe in 1871 voor hemzelf en de familie Mengelberg gebouwd in neo-gotische stijl                                                                     | Woonhuis                 | 1871                  | Alfred Tepe                | Maliebaan 82-84                 | 52° 5' 38" NB, 5° 8' 11" OL | 514376 | Meer afbeeldingen |
| Woonhuis gebouwd in overgangsarchitectuur met jugendstil (interieur)onderdelen | Woonhuis                 | 1902                  |                            | Maliebaan 10                    | 52° 5' 25" NB, 5° 7' 52" OL | 514381 | Meer afbeeldingen |
| Op de hoek gesitueerd herenhuis | Woonhuis                 | 1904                  | Eduard Cuypers             | Maliebaan 55                    | 52° 5' 27" NB, 5° 8' 1" OL  | 514384 | Meer afbeeldingen |
| Tien aangesloten herenhuizen | Woonhuis                 | 1886-1893             | Derk Semmelink             | Oorsprongpark 2-9 Maliebaan 102 | 52° 5' 41" NB, 5° 8' 15" OL | 514423 | Meer afbeeldingen |
| Pand met gepleisterde neoclassieke lijstgevel | Woonhuis                 | tweede helft 19e eeuw |                            | Maliebaan 3                     | 52° 5' 19" NB, 5° 7' 48" OL | 36319  | Meer afbeeldingen |
| Pand met gepleisterde neoclassieke lijstgevel | Woonhuis                 | tweede helft 19e eeuw |                            | Maliebaan 5                     | 52° 5' 19" NB, 5° 7' 48" OL | 36320  | Meer afbeeldingen |
| Pand met gepleisterde neoclassieke lijstgevel | Woonhuis                 |                       |                            | Maliebaan 13                    | 52° 5' 20" NB, 5° 7' 50" OL | 36321  | Meer afbeeldingen |
| Pand met gepleisterde neoclassieke lijstgevel | Werk-woonhuis            |                       |                            | Maliebaan 27                    | 52° 5' 23" NB, 5° 7' 54" OL | 36322  | Meer afbeeldingen |
| Pand met gepleisterde neoclassieke lijstgevel | Werk-woonhuis            |                       |                            | Maliebaan 31                    | 52° 5' 23" NB, 5° 7' 55" OL | 36323  | Meer afbeeldingen |
| Pand met gepleisterde neoclassieke lijstgevel | Werk-woonhuis            |                       |                            | Maliebaan 77A                   | 52° 5' 30" NB, 5° 8' 5" OL  | 36324  | Meer afbeeldingen |
| Oranjelust | Woonhuis                 |                       |                            | Maliebaan 89                    | 52° 5' 31" NB, 5° 8' 10" OL | 36325  | Meer afbeeldingen |
| Pand met gepleisterde neoclassieke lijstgevel | Woonhuis                 |                       |                            | Maliebaan 12                    | 52° 5' 25" NB, 5° 7' 53" OL | 36326  | Meer afbeeldingen |
| Pand met gepleisterde neoclassieke lijstgevel | Werk-woonhuis            |                       |                            | Maliebaan 14                    | 52° 5' 26" NB, 5° 7' 54" OL | 36327  | Meer afbeeldingen |
| Pand met gepleisterde neoclassieke lijstgevel | Handel en kantoor        |                       |                            | Maliebaan 18                    | 52° 5' 27" NB, 5° 7' 56" OL | 36328  | Meer afbeeldingen |
| Pand met gepleisterde neoclassieke lijstgevel | Handel en kantoor        |                       |                            | Maliebaan 20                    | 52° 5' 27" NB, 5° 7' 56" OL | 36329  | Meer afbeeldingen |
| Pand met gepleisterde neoclassieke lijstgevel | Woonhuis                 |                       |                            | Maliebaan 22                    | 52° 5' 27" NB, 5° 7' 56" OL | 36330  | Meer afbeeldingen |
| Pand met gepleisterd neoclassieke lijstgevel | Handel en kantoor        |                       |                            | Maliebaan 24                    | 52° 5' 28" NB, 5° 7' 57" OL | 36331  | Meer afbeeldingen |
| Pand met gepleisterde neoclassieke lijstgevel | Handel en kantoor        |                       |                            | Maliebaan 26                    | 52° 5' 28" NB, 5° 7' 57" OL | 36332  | Meer afbeeldingen |
| Aartsbisschoppelijk Paleis van Utrecht | Kasteel, buitenplaats    | 1868                  | Nicolaas Kamperdijk        | Maliebaan 40                    | 52° 5' 30" NB, 5° 8' 0" OL  | 36333  | Meer afbeeldingen |
| Pand met gepleisterde neoclassieke lijstgevel | Woonhuis                 |                       |                            | Maliebaan 46                    | 52° 5' 32" NB, 5° 8' 3" OL  | 36334  | Meer afbeeldingen |
| Pand met gepleisterde neoclassieke lijstgevel | Woonhuis                 |                       |                            | Maliebaan 48                    | 52° 5' 32" NB, 5° 8' 3" OL  | 36335  | Meer afbeeldingen |
| Pand met gepleisterde neoclassieke lijstgevel | Woonhuis                 |                       |                            | Maliebaan 58                    | 52° 5' 34" NB, 5° 8' 6" OL  | 36336  | Meer afbeeldingen |
| Pand met gepleisterde neoclassieke lijstgevel | Woonhuis                 |                       |                            | Maliebaan 60                    | 52° 5' 34" NB, 5° 8' 6" OL  | 36337  | Meer afbeeldingen |
| Pand met gepleisterde neoclassieke lijstgevel | Woonhuis                 |                       |                            | Maliebaan 62                    | 52° 5' 35" NB, 5° 8' 6" OL  | 36338  | Meer afbeeldingen |
| Pand met gepleisterde neoclassieke lijstgevel | Woonhuis                 |                       |                            | Maliebaan 64                    | 52° 5' 35" NB, 5° 8' 7" OL  | 36339  | Meer afbeeldingen |
| Pand met gepleisterde neoclassieke lijstgevel | Handel en kantoor        |                       |                            | Maliebaan 66                    | 52° 5' 35" NB, 5° 8' 7" OL  | 36340  | Meer afbeeldingen |
| Pand met gepleisterde neoclassieke lijstgevel | Werk-woonhuis            |                       |                            | Maliebaan 68                    | 52° 5' 35" NB, 5° 8' 8" OL  | 36341  | Meer afbeeldingen |
| Pand met gepleisterde neoclassieke lijstgevel | Handel en kantoor        |                       |                            | Maliebaan 70                    | 52° 5' 35" NB, 5° 8' 8" OL  | 36342  | Meer afbeeldingen |